# Гэдд, Ричард
Ричард Роберт Стивен Гэдд (англ. Richard Robert Steven Gadd; род. 11 мая 1989, Уормит, Шотландия) — шотландский писатель, актёр и комик. Автор автобиографического мини-сериала «Оленёнок» (2024), за который получил три премии «Эмми»: «Лучший мини-сериал», «Лучший актёр в мини-сериале или фильме» и «Лучший сценарий мини-сериала, антологии или фильма».

## Биография
Родился в деревне Уормит, в семье микробиолога Джеффри Майкла Гэдда. «Парень из среднего класса», «родом из отдалённой части Шотландии» — описывал он себя впоследствии. Посещал Мадрасский колледж в Сент-Эндрюсе, где регулярно участвовал в театральных постановках. Затем изучал английскую литературу и театроведение в Университете Глазго, который окончил в 2011 году. В 2012 году посещал курсы Оксфордской драматической школы. Дебютные показы первых моно-спектаклей Гэдда, «Cheese & Crack Whores» (2013), «Breaking Gadd» (2014) и «Waiting for Gaddot» (2015) состоялись на эдинбургском фестивале «Fringe», впоследствии их демонстрировали в лондонском театре Сохо. В 2015 году «Waiting for Gaddot» получил награду Amused Moose Comedy Award, а также награду Scottish Comedy Award за «Лучшее сольное шоу» 2016 года. Спектакль также был номинирован на премию Малкольма Харди за инновации, а также премию Чертла.
В 2016 году моно-спектакль Гэдда «Monkey See Monkey Do» выиграл Эдинбургскую комедийную премию за «Лучшее комедийное шоу», а также был номинирован на премию «Total Theater Award» за инновации. В том же году Гэдд получил награду «Chortle Comedian’s Comedian Award» и был номинирован на премию «Off West End Theater Award» как «Лучший исполнитель». После этого шоу имело несколько аншлаговых показов в театре Сохо, демонстрировалось в различных городах Великобритании и Европе (по которым гастролировал Гэдд), а также на Мельбурнском международном фестивале комедии, где получило номинацию на премию Барри. В 2017 году спектакль транслировался на телеканале Comedy Central в тематической передаче Soho Theatre Live.
Премьера следующего большого проекта Гэдда, «Оленёнок», о личном опыте преследования со стороны поклонницы, состоялась на эдинбургском фестивале «Fringe» в 2019 году. Спектакль получил две награды: премию «Scotsman Fringe First Award» за оригинальную постановку и премию «Stage Award» за актёрское мастерство. В течение пяти недель шоу демонстрировалось в лондонском The Bush Theatre, впоследствии получив награду «Off West End Theater Award» за лучший видеодизайн, а также номинацию в категории «Лучший исполнитель». Спектакль планировали добавить в репертуар театра Ambassadors Theatre (лондонской Вест-Энде), однако постановка была отменена из-за начавшейся пандемии коронавируса. Спустя несколько месяцев спектакль получил премию имени Лоуренса Оливье за выдающиеся достижения в аффилированном театре. В 2024 году стриминговая сеть Netflix выпустила семисерийную драму по мотивам пьесы.

## Личная жизнь
Гэдд называет себя бисексуалом. Он является послом «We Are Survivors», британской благотворительной организации, которая занимается помощью мужчинам, пережившим сексуальное насилие. По словам Гэдда, он сам пережил сексуальное насилие со стороны манипулятивного пожилого мужчины, которого встретил в начале своей карьеры. С 2015 по 2017 год комик подвергался преследованиям и сексуальному насилию со стороны пожилой женщины.
Является ярым поклонником футбольного клуба «Данди Юнайтед».

## Фильмография
| Год       |   | Русское название                        | Оригинальное название                   | Роль                              |
| --------- | - | --------------------------------------- | --------------------------------------- | --------------------------------- |
| 2012      | с | BBC Comedy Feeds                        | BBC Comedy Feeds                        | Разгневанный мужчина в кинотеатре |
| 2013–2016 | с | Грешники                                | Vicious                                 | Курьер                            |
| 2014–…    | с | Чужестранка                             | Outlander                               | Дафф                              |
| 2015–2018 | с | Люди                                    | Humans                                  | Протестующий                      |
| 2015      | с | Глюконавты                              | Tripped                                 | Каллум                            |
| 2017–2020 | с | Городские легенды                       | Urban Myths                             | Гарет                             |
| 2017      | ф | Против закона                           | Against the Law                         | Эдди Макнелли                     |
| 2017–2018 | с | Клика                                   | Clique                                  | Бен Ховард                        |
| 2018      | с | BBC Teach: Invasion of the Book Readers | BBC Teach: Invasion of the Book Readers | Нил                               |
| 2020–2022 | с | Ошибка 404                              | Code 404                                | Лиам Клисби                       |
| 2022      | с | Сезон свадеб                            | Wedding Season                          | Гарри                             |
| 2024      | с | Оленёнок                                | Baby Reindeer                           | Донни Данн                        |